# Каррик, Вильям Андреевич
Вильям (Василий) Андреевич Каррик (англ. William Carrick; 1827—1878) — шотландский и российский художник и фотограф, британский подданный.

## Биография
Вильям родился в Шотландии в городе Эдинбург в семье торговца лесом Эндрю Каррика. Отец Вильяма долгое время жил и работал в Санкт-Петербурге; дед его в 1790-х годах был известен на Лондонской бирже как «купец из Петербурга». В 1825 году, во время поездки в Шотландию, Эндрю Каррик познакомился со своей будущей женой, 15-летней Джесси Лаудер. Вскоре они обвенчались и 31 декабря 1827 года у них родился первенец — Вильям. Когда ему было несколько недель, семья Карриков переехала в Кронштадт, где они прожили следующие 16 лет.
В 1844 году Каррики переехали в Санкт-Петербург. Там Вильям поступил в Академию художеств и стал изучать архитектуру под руководством Александра Брюллова, но с гораздо большим усердием он посещал класс живописи. В 1853 году он окончил академию и получил звание «неклассного художника с правом производить строения». После этого Вильям отправился в Рим, чтобы продолжить образование. Несмотря на то, что во время Крымской войны семейный бизнес обрушился из-за блокады портов, в 1856 году он лишь на короткое время возвратился в Санкт-Петербург, после чего, летом 1857 года уехал, вместе с младшим братом Джорджем в Эдинбург, где брат собирался поступить на медицинский факультет местного университета, а Вильям хотел овладеть ремеслом фотографа.
В Эдинбурге он познакомился с фототехником Джоном Мак-Грегором. В октябре 1857 года они отправились в Россию, и спустя некоторое время, в 1859 году, Каррик открыл первое в России фотоателье в Санкт-Петербурге в доме № 19 на Малой Морской улице. Он быстро приобрёл известность, запечатлевая повседневную жизнь страны и став первым в России этнографом-фотографом. В 1862 году великий князь Николай Александрович заказал Каррику портрет и, довольный результатом, пожаловал ему кольцо с бриллиантом. В 1865 году, граф Михаил Зичи нанял Каррика, чтобы тот снял его картины; полученные фотографии рапечатывались и продавались. Таким же образом он работал и с другими художниками — Иваном Крамским, Виктором Васнецовым и Николаем Ге; после его смерти многие из этих работ были опубликованы в его «Альбоме русских художников».
В 1869 году была проведена первая выставка его работ в Москве. Каррик и Мак-Грегор несколько раз выезжали в глубинку, например в 1871 году они провели месяц в Симбирской губернии. Они создали большую коллекцию фотографий, отражавших жизнь русских и мордовских крестьян, татар, чувашей. В 1872 году Мак-Грегор умер; Каррик был безутешен, но несмотря ни на что продолжил свою работу. В 1872 году несколько фоторабот Каррика были — анонимно, как «снимки из России» — представлены на международной выставке в Лондоне. Летом 1875 года Каррик вновь посетил Симбирскую губернию. В 1876 году он стал фотографом Академии Художеств и получил в ней свою студию. В 1878 году была организована выставка его работ в Париже.
Вильям Каррик умер 11 ноября 1878 года в Санкт-Петербурге от пневмонии.

## Семья
Вильям Каррик был женат на переводчице А. Г. Маркеловой. У него было два сына, Дмитрий и Валерий. Кроме того, он усыновил Григория, сына жены от первого брака. Григорий стал фотографом, а Валерий — знаменитым карикатуристом. Жена Валерия Александра (прозвище «Сашура») была либералкой и нигилисткой, а также единственной в то время[когда?] журналисткой в газете «Санкт-Петербургские ведомости».
Хранительницей, исследовательницей и популяризатором наследия В. Каррика была его внучатая племянница Фелисити Эшби, жившая в Эдинбурге. Для журнала «Советское фото» ею были написаны две небольшие статьи, заново открывшие читателю страницы жизни и творчества Каррика.

## Галерея
Некоторые фотографии Каррика:
- Торговец инструментом
- Базар в Каменке
- Точильщик ножей
- Лесная сцена в Симбирске